# News of the World (альбом)
— Фредді Мерк'юрі
News of the World (укр. «Новини світу») — шостий студійний альбом британського рок-гурту Queen, що вийшов 28 жовтня 1977 року на лейблах EMI Records у Великій Британії та Elektra Records у Сполучених Штатах. News of the World став другим альбомом гурту, записаним на студіях Sarm та Wessex Sound в Лондоні. Інженером звукозапису був Майк Стоун, він же став співпродюсером альбому, разом з гуртом.
1977 року панк-рок-гурти, насамперед Sex Pistols, почали масово перехоплювати популярність у прогресивних рок-артистів, таких як Queen, на що гурт відреагував спрощенням свого симфонічного рок-звучання та переходом до спонтаннішого хардрокового звучання. Надалі альбом посів 3 місце в американському чарті «Billboard 200», 4 місце у британському чарті альбомів і отримав високі сертифікації в усьому світі. Головний сингл «We Are the Champions»/«We Will Rock You» досяг другого місця в британському чарті синглів і четверте місце в Billboard Hot 100. Перша реакція критиків на News of the World була неоднозначною через зміни в музичному стилі гурту, однак згодом його почали вважати одним з найкращих альбомів Queen, а пісні «We Are the Champions» і «We Will Rock You» стали рок-гімнами.

## Процес створення
Після завершення концертного туру A Day at the Races Tour у червні 1977 року, наступного місяця Queen вирушили до студій, щоб розпочати роботу над створенням свого шостого студійного альбому. Цього разу помічником у власному продюсуванні альбому, під час запису у студіях Sarm та Wessex Sound у Лондоні, гурт залучив Майка Стоуна. 4 липня барабанщик Роджер Тейлор з помічником «Крісталом» Тейлором приїхав на вантажівці до «Sarm» встановлювати свою ударну установку, що тривало впродовж наступних двох днів. У середу, 6 липня, до «Sarm» приїхала решта учасників гурту. Тоді вони записали мінусівку до пісні «It's Late».
Після запису всіх мінусівок роботу над альбомом перемістили до «Wessex Sound», де знову два дні присвятили встановленню ударної установки Тейлора. Вантажівка привезла установку 1 серпня, а робота над її облаштуванням тривала до 2 серпня, при цьому гурту довелося платити студії за цей час, хоча запис ще не йшов. За спогадами Енді Тернера, хлопця-прислуги студії «Wessex Sound», він тоді подумав: «Чорт забирай! За це з вас беруть 200 фунтів на годину!». У «Wessex Sound» гурт займався овердабінгом мінусівок (музична техніка, коли музичний уривок записується і накладається на основний запис два або більше разів). У деяких піснях, як-от «It's Late», «Who Needs You», «All Dead All Dead» та «Sleeping on the Sidewalk», овердабінг вже зробили до цього. Впродовж останніх кількох днів роботи над записом альбому, 22 серпня, було зроблено організаційні дзвінки до США з приводу місць проведення майбутніх гастролей гурту в листопаді.
Згідно зі студійною документацією, яка збереглася до наших днів, більшість сесій запису гурт розпочинав із запізненням на одну годину від раніше запланованого часу. У середньому сесії тривали приблизно між 15:00–23:00 годинами, але іноді гурт залишався в студії до 4:00 години ранку, якщо було відставання від графіка. Остання основна сесія овердабінгу відбулася 23 серпня, а перші етапи мікшування — наступного дня, 24 серпня. Іноді у процесі мікшування відбувався додатковий овердабінг. 26 серпня була змікшована пісня «We Are the Champions», потім «Spread Your Wings» і «We Will Rock You» 27 серпня, та 12 дубль пісні «Sheer Heart Attack» 28 серпня.
Взявши вихідний у зв'язку з літніми святковими днями, 30 серпня гурт побував у студіях Leighton Mans та Primrose Hill, але відомості щодо результатів цих сесій відсутні. Крім того, 31 серпня гурт провів один день у студії Olympic. Остання задокументована сесія овердабінгу відбулася 1 вересня. Процес мікшування тривав до 4 вересня у студії Wessex, причому 3 вересня з технічних причин відбулася його затримка. Цього дня Тейлор з'явився в останньому епізоді телешоу «Суботня сцена» (Saturday Scene). 5 вересня гурт взяв мікси пісень і знову вирушив для мастерингу до студії Sarm, завершивши його 16 вересня.
Під час запису альбому учасники гурту вирішили скоротили кількість складних аранжувань і зосередитись на більш «корінному» звучанні (як про це висловився Браян Мей). Однак основні складові звучання Queen — багатошарові гармонії і гітарні інструментовки — як і раніше, були присутні у цьому альбомі, хоча й меншою мірою, ніж раніше. Зазнавши критики за те, що їхній перший повністю спродюсований ними ж альбом A Day at the Races був «нудним», Queen вирішили змістити свій музичний фокус у більш мейнстримний бік, але при цьому все одно залишитися продюсерами свого наступного альбому. Багато оглядачів критикували «A Day at the Races», вважаючи його схожим на попередній альбом A Night at the Opera, що визнавали й самі учасники гурту Крім того, поява у світі музики панк-року на чолі з Sex Pistols призвела до зміщення мейнстриму від прогресивного року у бік простішої рок-музики. Queen вважалися протилежністю панку, особливо через присутність впливу кемпу та продуманіший підхід до створення музики.
Браян Мей сказав в інтерв'ю: «Ми вже ухвалили рішення, що… [після] A Night at the Opera і A Day at the Races ми хочемо повернутися до коріння у News of the World. Адже це було дуже своєчасним, тому що світ дивився на панк і на все, що дуже спрощене. Тож у певному сенсі ми це розуміли, але у будь-якому разі це було частиною нашої еволюції».
На відміну від A Day at the Races, запис якого зайняв п'ять місяців, для запису цього альбому у студіях «Sarm» і «Wessex Sound» було заброньовано лише два місяці. Більшість сесій запису News of the World проходили в студії Wessex, де також працював гурт Sex Pistols над своїм альбомом Never Mind the Bollocks, Here's the Sex Pistols. Таким чином, учасники обох гуртів стикалися один з одним, що у підсумку призвело до знаменитої зустрічі між Фредді Мерк'юрі та Сідом Вішезом. Як згадував Мерк'юрі в інтерв'ю для NME, Вішез, наткнувшись на приміщення де записувалися Queen, зайшов та запитав у нього: «Чи вдалося тобі донести балет до мас?», на що він у відповідь, назвавши його «Саймон Лютий» (що було відсиланням до справжнього імені Вішеса — Джона Саймона Річі), сказав: «Ми робимо все можливе, дорогенький». Джонні Роттен також висловив бажання зустрітися з Мерк'юрі. За словами Білла Прайса, який був інженером звукозапису альбому Never Mind the Bollocks, Роттен проповз рачки через студію Queen до Мерк'юрі, який грав на піаніно, і сказав «Привіт Фредді», після чого пішов. Мей також згадував, що стикався в коридорах з Роттеном і кілька разів розмовляв з ним про музику. Історія взаємин Queen і Sex Pistols брала свій початок ще від грудня 1976 року, коли Queen повинні були з'явитися на телешоу Білла Гранді Today («Сьогодні»). Однак гурт не з'явився там, оскільки у Мерк'юрі болів зуб, і він був змушений того дня піти на прийом до стоматолога, вперше за 15 років. Як заміну Queen, лейбл EMI запропонував Sex Pistols з'явитися на Today, виступ яких на цьому телешоу став знаменитим та потрапив в історію музики.

## Пісні

### Огляд
News of the World відзначився меншим домінуванням Фредді Мерк'юрі та Браяна Мея у плані написання пісень, ніж це було в попередніх альбомах Queen: Роджер Тейлор і Джон Дікон цього разу склали по дві пісні кожен. Музика альбому класифікується як хардрок і арена-рок. News of the World розглядають як перехідний альбом через обрання у ньому мінімалістичнішого підходу до створення музики. Його пісні відрізняються еклектичними темами, які остаточно сформувалися в наступних альбомах гурту, «Jazz» та «The Game»: пісні «We Will Rock You» і «We Are the Champions» — це арена-рок; у «Who Needs You» присутній вплив латинської музики; «Sheer Heart Attack» — це панк-рок; «Sleeping on the Sidewalk» ґрунтується на блюз-року; «Get Down, Make Love» містить фанк-обертони; «My Melancholy Blues» — є імітацією джазу; а «Fight from the Inside» була першою піснею гурту, пов'язаною з диско. За словами Чака Едді, альбом був сприйнятий як «повернення до коріння», у ньому було зведено до мінімуму часту закрутистість та «багаточастинні епічні тенденції» гурту, а деякі оглядачі навіть називали його відповіддю Queen на панк-рок. Однак він додав, що альбом «частіше всього звучить як відповідь на фанк», навівши як приклад пісні «Fight from the Inside» і «Get Down, Make Love», а також «прото-репову скупість» «We Will Rock You».

### Сторона А
«We Will Rock You»
«We Will Rock You» вийшла як Б-сторона синглу з «We Are the Champions». Вона стала не лише однією з найпопулярніших пісень Queen у всьому світі, але і невіддільною частиною виступів на аренах та стадіонах. «We Will Rock You» була свідомим рішенням Браяна Мея створити просту та «гімнову» за складовою пісню («Туп-туп-плеск, пауза» у розмірі 4/4 метри), де б жива аудиторія Queen могла б безпосередньо брати участь у їхньому виступі. У відеокліпах до «We Will Rock You» та «Spread Your Wings», де гурт виступає у засніженому саду Роджера Тейлора, Мей використовував копію своєї гітари. Він, нібито, не хотів піддавати впливу погодних умов свою «Red Special».
7 жовтня 2017 року Queen випустили версію «Необроблених сесій» («Raw Sessions»), трек, присвячений 40-річчю виходу альбому News of the World. Він містив гітарне соло з принципово іншим підходом і включав відлік Мея безпосередньо перед записом.
«We Are the Champions»
За словами Фредді Меркьюрі, пісня «We Are the Champions» була написана ще 1975 року, але записана лише 1977-го. Вийшла як сингл з піснею «We Will Rock You», «We Are the Champions» досягла другого місця у Великій Британії та четвертого у США. До «We Are the Champions» був знятий перший рекламний відеокліп, для знімання якого було запрошено членів фан-клубу гурту. Знімання кліпу відбувалося у Нью-Лондонському театрі 6 жовтня 1977 року. Кожен учасник знімання безплатно отримав платівку з синглом «We Are the Champions», за день до його виходу. Крім цього, щоб віддячити публіці за присутність і участь у створенні кліпу, після знімання Queen дали їй короткий безкоштовний концерт. «We Are the Champions» стала однією з найпопулярніших пісень гурту.
7 жовтня 2017 року Queen випустили версію «Необроблених сесій» («Raw Sessions»), трек, присвячений 40-річчю виходу альбому News of the World. Він складався з раніше невідомих вокальних та інструментальних партій, взятих з оригінальних багатодоріжкових стрічок. Також у треці був вперше представлений оригінальний запис «We Are the Champions», який на два приспіви довший від відредагованого синглу 1977 року.
«Sheer Heart Attack»
Пісня «Sheer Heart Attack» була лише наполовину готова на момент виходу однойменного альбому 1974 року. У демозаписі пісні головний вокал виконав Тейлор, але для її остаточної версії гурт вирішив, що це має зробити Мерк'юрі, а Тейлор співатиме приспів. Також Тейлор грав на ритм- та бас-гітарі, окрім деяких гітарних «криків», виконаних Меєм під час інструментальної секції. За словами Чакка Едді, «Sheer Heart Attack» мала «найпанковіше звучання» серед пісень Queen, підкреслюючи її «прото-ноу-вейвове гітарне соло і прото-дівовську лірику, яка звинувачує у підлітковій тривожності ДНК (тобто, природу, а не виховання)», та «темп, що перекидає через себе», який згодом повторив Прінс у «своїй найпанковішій пісні» «Sister» (1980).
«All Dead, All Dead»
«All Dead, All Dead» написав і заспівав Мей, він також грав на фортепіано, а Мерк'юрі виконував бек-вокал. В одному з епізодів програми «У студії з Рудою Бородою» («In the Studio with Redbeard») Мей підтвердив чутки про те, що пісня була частково навіяна смертю його улюбленого кота.
Як і у випадку з «We Are the Champions», 2017 року до 40-річчя альбому теж вийшла «гібридна версія» «All Dead, All Dead» з раніше невідомим вокалом Мерк'юрі. Вона супроводжувалася анімаційним відеокліпом, у якому кішка оглядає місце, яке, як з'ясовується далі, є нутрощами робота з обкладинки альбому, що нерухомо лежить у полі.
«Spread Your Wings»
«Spread Your Wings» написав басист Джон Дікон. На піаніно грав Мерк'юрі, попри те, що Дікон імітував гру на ньому у музичному відео. Відео зняли на задньому дворі будинку Тейлора, коли була морозна погода і гурт виступав на снігу. У відео можна побачити Мерк'юрі, що носить зіркоподібні протисонцеві окуляри. Видно, що Мей грав на копії своєї «Red Special» через холодні погодні умови. Крім того, у відео можна побачити співаючого Тейлора, хоча в пісні не існує жодного бек-вокалу. Це був перший сингл Queen без бек-вокалу.
«Fight from the Inside»
«Fight from the Inside» написав та заспівав Тейлор. Крім барабанів, він також грав на ритм-гітарі та бас-гітарі; для останнього він запозичив інструмент Дікона. Крім того, це одна з небагатьох пісень у дискографії гурту, записана практично повністю одним учасником.
Гітарист Слеш назвав гітарний риф з цієї пісні одним з його найулюбленіших рифів усіх часів.

### Сторона Б
«Get Down, Make Love»
«Get Down, Make Love» написав Мерк'юрі, вона входить до числа найбільш сексуально-орієнтованих пісень серед творів Queen. Чак Едді назвав її однією з найфанковіших композицій альбому, з «прото-індастріал-музичною збоченістю», яка врешті-решт переходить у «сексуально-муарні психоделічні простори», що є формою «даб-металу», порівнянну з аналогічними частинами пісні «Led Zeppelin» «Whole Lotta Love».
«Get Down, Make Love» ввійшла до концертної програми гурту відразу після її виходу, де залишалася основною частиною «попурі» аж до кінця туру «Hot Space» 1982 року. Під час туру «Hot Space», заради переходу до гітарного соло Мея, виконання пісні було скорочене аж до першого куплету-приспіву. У концертних версіях пісні Тейлор використовував перкусію у стилі латинських ритмів: тімбалес під час «News of the World Tour» та жорстко налаштовані рототоми під час «Jazz Tour», «Crazy Tour», «The Game Tour» та «Hot Space Tour».
Характерні «психоделічні» звукові ефекти, що звучать у пісні, були створені не на синтезаторі, а за допомогою гітари Мея «Red Special» та педалі частотного аналізатора «Electro-Harmonix», з якою він часто виступав наживо. У студійному варіанті використовувався гармонайзер «Eventide». Складова пісні зі звуковими ефектами, до якої також входили стогони та зітхання Мерк'юрі, була розширена під час її концертного виконання, щоб гурт міг продемонструвати весь арсенал підсвітки та світлових ефектів сцени.
Більш агресивну кавер-версію цієї пісні виконав індастріал-рок-гурт «Nine Inch Nails», використавши для Б-сторони свого синглу «Sin» 1990 року. Пізніше її додали як бонус-трек до ремастованого видання їхнього альбому «Pretty Hate Machine» 2010 року.
«Sleeping on the Sidewalk»
Пісня «Sleeping on the Sidewalk», яка є своєрідним блюзовим екскурсом, написав і заспівав Мей. Це єдина пісня в дискографії Queen, записана (за винятком вокалу) за один дубль. Лірично вона розповідає про кар'єру трубача-початківця, який пройшов шлях «від лахміття до багатства». Мей співав пісню з американським акцентом, вимірюючи успіх вищезгаданого трубача у «баксах» (доларах), а не у фунтах або «квідах» («quid», сленгова назва фунта). Якщо уважно прислухатися, то можна помітити, як Дікон грає неправильні ноти у деяких басових партіях, а також почути сміх Мея в кінці пісні. Крім цього, це одна з небагатьох пісень Queen, у якій відсутній вокал Мерк'юрі, тоді як на концертах саме він виконував головний вокал.
На сайті гурту йдеться, що під час запису пісні, вони не знали про те, що їх записували, проте Мей висловив сумнів у справжності цього факту, хоча і підтвердив, що був використаний перший дубль мінусівки.
«Who Needs You»
«Who Needs You» — пісня, яку написав Дікон, який разом з Меєм грає на іспанській гітарі. Головний вокал Мерк'юрі повністю панорамується у правому аудіоканалі, а соло-гітара — у лівому каналі. Мей також грав на маракасах, а Мерк'юрі на тронці. Пісню описували як «попередню данину поваги регі», хоч і з «іспанськими, а не ямайськими гітарами».
«It's Late»
«It's Late» написав Мей, у рамках його задуму, де пісня розглядалася як театральна п'єса з трьох актів. Під час виконання пісні він використовував техніку тепінгу.
«My Melancholy Blues»
«My Melancholy Blues» написав Мерк'юрі. У ній немає ні бек-вокалу, ні гітар. Під час виконання цієї пісні на концертах Дікон грав на безладовій бас-гітарі, тоді як у записі він використав звичайну бас-гітару з ладами.

## Обкладинка
Обкладинкою альбому став малюнок американського художника з наукової фантастики Френка Фріза. У Тейлора був номер журналу «Astounding Science Fiction» (за жовтень 1953 року), на обкладинці якого був зображений гігантський розумний робот, що тримає в руках мертве тіло людини. Підпис малюнка гласив: «Будь ласка… виправите це, тату?», що ілюстрував оповідання Тома Годвіна «Затока Між». Цей малюнок надихнув Queen зв'язатися з Фрісом, який погодився переробити його для обкладинки їхнього альбому, замінивши одну мертву людину чотирма «мертвими» учасниками гурту: тіла Мерк'юрі та Мея знаходяться у руці робота, з грудей Фредді тече кров, яка також присутня на середньому пальці протилежної руки робота, а Тейлор і Дікон падають з руки робота на землю, причому Роджера видно лише на задній обкладинці.
Внутрішня обкладинка (розворот) зображала того ж самого робота, який простягає руку через проламану діру у глядацькій залі, звідки він дістав трупи музикантів, намагаючись схопити заціпенілу публіку, що рятується від нього. За словами Фріса, він був шанувальником класичної музики, тому не знав до цього про Queen, а сам гурт прослухав лише після створення для них нової версії свого малюнка, «бо вважав, що може їх просто незлюбити, і це зруйнує його ідеї», але зрештою йому сподобалася їхня музика.

## Рецепції
News of the World спочатку отримав змішані відгуки. Здебільшого, критики обговорювали зсув альбому в сторону більш мейнстримового звучання та відхід від колишнього переважаючого прогресивного рок-звучання гурту. «Вашингтон пост» високо оцінила експерименти гурту в діапазоні між хардроком та софт-роком, у той час, як Берт Теста з журналу Rolling Stone зазначив: «Більшість пісень у „News of the World“ або кидають виклик творчим опонентам Queen, або прагнуть створити бачення нового порядку». Далі він відхилив цей альбом як «наочну фікцію, з якої складаються сьогоднішні альбоми першої десятки». У сучасному огляді The Village Voice Роберт Крістгау сказав, що перша сторона альбому присвячена «марному бунтарству приречених життям невдах (ви покидьки!) (ви, сволота!) хто купує і слухає», а друга — присвячена пісням про непристойних жінок.
«Дейлі міррор» назвала його «найбільш інтригуючим альбомом Queen з часів їхнього найкращого альбому Sheer Heart Attack», зазначивши, що «ще невідомо, чи буде вся очевидна напруженість усередині гурту підстьобувати їх чи просто розлучить». Тоді як Sounds хоча і назвали першу сторону альбому «дурним передчуттям», але на другу відреагували позитивно, особливо високо оцінивши пісню «My Melancholy Blues». Газета «The Valley News» критикувала цей альбом як «тихіший» в порівнянні з першими чотирма альбомами гурту, але дійшла висновку, що «„Queen“ як і раніше на висоті», особливо високо оцінивши продюсування, вокал Мерк'юрі та гітарну роботу Мея. У своїй неоднозначній рецензії Record Mirror схарактеризував News of the World як «Queen, зведені практично до основ… Це аж ніяк не поганий альбом, але він міг би бути й кращим».
Ретроспективні відгуки про альбом були загалом позитивними. Стівен Томас Ерлвайн з AllMusic відзначив його еклектичність в порівнянні з A Day at the Races, назвавши «вибухом стилів, який, здається, не дотримується якогось певного стрижню». Він високо оцінив внесок Мея, який надав альбому «деяку легкість», і зробив висновок, що «коли це спрацьовує, це масивний рок-н-рол, що стрясає землю, звучання гурту, що починає впиватися своєю суперзіркою». У щорічному опитуванні журналу Creem читачі присудили News of the World 19-е місце серед найкращих альбомів 1977 року. На думку оглядача «BBC Music» Деріла Іслі, альбом є винятковою демонстрацією «неперевершеної здатності „Queen“ звучати абсолютно як жоден інший гурт — навіть пародіюючи інші музичні стилі». Грег Кот із «Чикаго Триб'юн» дав альбому загалом позитивну оцінку і зауважив, що Queen «наважилися заглибитися у стадіонний рок», Брендан Шроєр зі «Sputnikmusic» також відзначив спорідненість зі стадіонним роком, назвавши його «великим арена-роковим дивом» з дуже невеликою кількістю недоліків.
Реліз до 40-річчя альбому викликав ще кілька рецензій на його адресу: Девід Чіу з журналу The Quietus назвав його «роботою з розв'язністю та запалом», у той час, як видання «Loudersound» писало: «Попри те, що вони приглушили свої інстинкти, щоб панки не плювали в них, вони, як і раніше, звучать так, ніби яскравість прорвалася крізь стіну, осідлавши „Харлей“ і одягнувши тіару». Низка видань назвали його одним з найкращих альбомів гурту. NME визнав News of the World найкращим альбомом Queen, назвавши його «їхнім найгострішим та найвпевненішим набором», а Крістофер Телен з «Daily Vault» похвалив його як «найкращу суміш музичних стилів, якої вони коли-небудь досягали» і «творчий пік» Queen.

## Реліз

### Альбом
News of the World вийшов 28 жовтня 1977 року EMI Records у Великій Британії та Elektra Records у Сполучених Штатах. Він став чотирикратно платиновим у Сполучених Штатах, посівши там 3 місце у чарті Billboard 200, та 4 місце британському чарті альбомів. Також альбом мав великий успіх у низці інших країн світу, де отримав високі показники сертифікації, зокрема у Франції, Нідерландах, Японії, Канаді. News of the World вважається альбомом-бестселером Queen, на сьогоднішній день продано понад 10 мільйонів копій з ним.

### Сингли
- «We Are the Champions» — вийшла як перший сингл альбому 7 жовтня 1977 року у Великій Британії, де пісня досягла 2 місця. У США вона досягла 4 місця[55].
- «Spread Your Wings» — слідувала як другий сингл. Вийшовши у Великій Британії 10 лютого 1978 року, пісня досягла 34 місця[56].
- «It's Late» — останній сингл альбому; пісня вийшла 1978 року, причому лише в США, Канаді, Японії та Новій Зеландії. Пісня досягла 74 місця в США, у інших країнах вона взагалі не потрапила до чартів[55].

### Тур

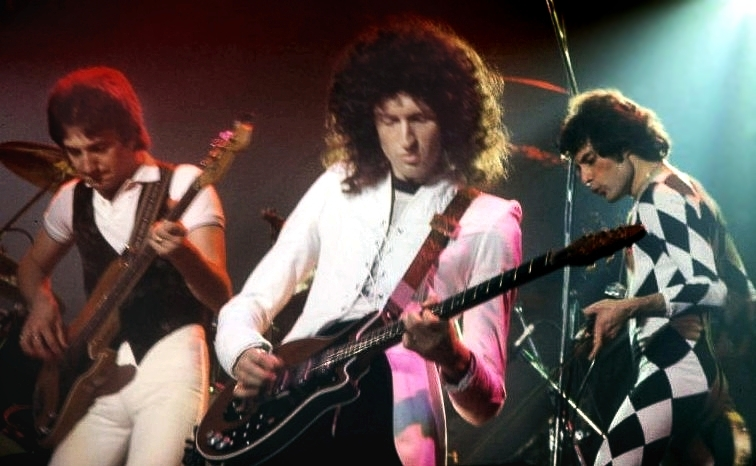
Виступ Queen у Нью-Гейвені під час «News of the World Tour» (листопад 1977 року)

На підтримку альбому Queen провели «News of the World Tour». Гурт дав 26 концертів у Північній Америці та 21 у Європі, розпочавши тур 11 листопада 1977 року у Портленді (США) та завершивши його 13 травня 1978 року у Лондоні.

### Перевидання
8 листопада 2010 року компанія звукозапису «Universal Music» оголосила про випуск ремастованого і доповненого перевидання альбому (делюкс-видання, що містило п'ять додаткових треків) у травні 2011 року. Це було частиною нової угоди між Queen та «Universal Music», яка ознаменувала собою завершення майже 40-річної співпраці гурту з лейблом «EMI Records». Загалом 2011 року «Universal Music» планували ремастувати та перевидати всі студійні альбоми Queen, проте остаточно ця робота була завершена 2012 року.
4 вересня 2017 року Queen випустили мультиформатний делюкс-бокс-сет, присвячений 40-річчю оригінального видання альбому на лейблі «Virgin EMI». Комплект містить ауттейки і раритети з архівів гурту, що раніше не видавалися, у вигляді нещодавно створеної «альтернативної» версії всього альбому, що отримала назву «Необроблені сесії» («Raw Sessions»). Бокс-сет також містить вінілове LP, з чистим аналоговим звучанням, записане з оригінальних аналогових майстер-міксових стрічок, і новий годинний документальний фільм на DVD, створений на основі закулісних матеріалів, знятих під час північноамериканського етапу «News of the World Tour» 1977 року.
У рамках просування ювілейного релізу 6 жовтня Queen випустили раніше невідомі «Необроблені сесії» пісень, що раніше не публікувалися, «We Are the Champions» і «We Will Rock You». 27 жовтня гурт опублікував на своєму офіційному каналі у YouTube нову версію пісні «All Dead, All Dead» з раніше невідомим вокалом Мерк'юрі, яка супроводжувалася анімаційним лірик-відео. Офіційний реліз бокс-сету відбувся 17 листопада 2017 року.

## У популярній культурі
Альбом загалом вийшов на Super Audio CD. 2012 року в серіалі «Гріфіни» обкладинці альбому був присвячений один з епізодів, в якому Стьюї Гріффін лякається обкладинки. Автор епізоду Сет Мак-Фарлейн заявив, що в основі сюжету лежить його власний страх перед обкладинкою в дитинстві.
Компанія Marvel Comics вшанувала News of the World на обкладинці 11 номера коміксу «X-Men Gold». На обкладинці, намальованої художником Майком дель Міндо, зображений Страж, що тримає Старого Логана і Кітті Прайд, коли Колосс падає на землю.
Гігантський робот з обкладинки альбому, також знаний як «Френк», використовувався як спецефект під час виконання пісень «We Will Rock You» і «Killer Queen» в рамках туру «Queen + Adam Lambert» 2017-18 років, який був присвячений 40-річчю альбому.

## Список композицій

### Оригінальний реліз
| Сторона А | Сторона А               | Сторона А       | Сторона А                       | Сторона А  |
| #         | Назва                   | Автор           | Вокал                           | Тривалість |
| --------- | ----------------------- | --------------- | ------------------------------- | ---------- |
| 1.        | «We Will Rock You»      | Браян Мей       | Фредді Мерк'юрі                 | 2:01       |
| 2.        | «We Are the Champions»  | Фредді Мерк'юрі | Фредді Мерк'юрі                 | 2:59       |
| 3.        | «Sheer Heart Attack»    | Роджер Тейлор   | Фредді Мерк'юрі і Роджер Тейлор | 3:26       |
| 4.        | «All Dead, All Dead»    | Браян Мей       | Браян Мей                       | 3:10       |
| 5.        | «Spread Your Wings»     | Джон Дікон      | Фредді Мерк'юрі                 | 4:34       |
| 6.        | «Fight from the Inside» | Роджер Тейлор   | Роджер Тейлор                   | 3:03       |

| Сторона Б | Сторона Б                  | Сторона Б       | Сторона Б       | Сторона Б  |
| #         | Назва                      | Автор           | Вокал           | Тривалість |
| --------- | -------------------------- | --------------- | --------------- | ---------- |
| 7.        | «Get Down, Make Love»      | Фредді Мерк'юрі | Фредді Мерк'юрі | 3:51       |
| 8.        | «Sleeping on the Sidewalk» | Браян Мей       | Браян Мей       | 3:06       |
| 9.        | «Who Needs You»            | Джон Дікон      | Фредді Мерк'юрі | 3:05       |
| 10.       | «It's Late»                | Браян Мей       | Фредді Мерк'юрі | 6:26       |
| 11.       | «My Melancholy Blues»      | Фредді Мерк'юрі | Фредді Мерк'юрі | 3:29       |

| 1991: «Hollywood Records» CD-перевидання з бонус-треками | 1991: «Hollywood Records» CD-перевидання з бонус-треками | 1991: «Hollywood Records» CD-перевидання з бонус-треками |
| #                                                        | Назва                                                    | Тривалість                                               |
| -------------------------------------------------------- | -------------------------------------------------------- | -------------------------------------------------------- |
| 12.                                                      | «We Will Rock You» (1991 бонус-ремікс Ріка Рабіна)       | 5:00                                                     |

| 2011: бонус EP | 2011: бонус EP                                         | 2011: бонус EP  | 2011: бонус EP |
| #              | Назва                                                  | Автор           | Тривалість     |
| -------------- | ------------------------------------------------------ | --------------- | -------------- |
| 1.             | «Feelings Feelings» (Take 10, липень 1977)             | Браян Мей       | 1:54           |
| 2.             | «Spread Your Wings» (BBC-сесія, жовтень 1977)          | Джон Дікон      | 5:25           |
| 3.             | «My Melancholy Blues» (BBC-сесія, жовтень 1977)        | Фредді Мерк'юрі | 3:12           |
| 4.             | «Sheer Heart Attack» (виступ в Парижі, 28 лютого 1979) | Роджер Тейлор   | 3:34           |
| 5.             | «We Will Rock You» (виступ в Токіо, листопад 1982)     | Браян Мей       | 2:54           |

| 2011: iTunes бонус-відео | 2011: iTunes бонус-відео                          | 2011: iTunes бонус-відео |
| #                        | Назва                                             | Тривалість               |
| ------------------------ | ------------------------------------------------- | ------------------------ |
| 1.                       | «My Melancholy Blues» (виступ в Summit, 1977)     | 3:54                     |
| 2.                       | «Sheer Heart Attack» (виступ в Hammersmith, 1979) | 3:13                     |
| 3.                       | «We Will Rock You» («Queen Rocks»-версія, 1998)   | 2:04                     |

### Видання до 40-річчя альбому
| Вініловий LP: нове монтування оригінального альбому з чистим аналоговим звучанням | Вініловий LP: нове монтування оригінального альбому з чистим аналоговим звучанням | Вініловий LP: нове монтування оригінального альбому з чистим аналоговим звучанням |
| #                                                                                 | Назва                                                                             | Тривалість                                                                        |
| --------------------------------------------------------------------------------- | --------------------------------------------------------------------------------- | --------------------------------------------------------------------------------- |
| 1.                                                                                | «We Will Rock You»                                                                | 2:01                                                                              |
| 2.                                                                                | «We Are the Champions»                                                            | 2:59                                                                              |
| 3.                                                                                | «Sheer Heart Attack»                                                              | 3:26                                                                              |
| 4.                                                                                | «All Dead, All Dead»                                                              | 3:10                                                                              |
| 5.                                                                                | «Spread Your Wings»                                                               | 4:34                                                                              |
| 6.                                                                                | «Fight from the Inside»                                                           | 3:03                                                                              |
| 7.                                                                                | «Get Down, Make Love»                                                             | 3:51                                                                              |
| 8.                                                                                | «Sleeping on the Sidewalk»                                                        | 3:06                                                                              |
| 9.                                                                                | «Who Needs You»                                                                   | 3:05                                                                              |
| 10.                                                                               | «It's Late»                                                                       | 6:26                                                                              |
| 11.                                                                               | «My Melancholy Blues»                                                             | 3:29                                                                              |

| CD 1: ремастер Боба Лудвіга оригінального альбому 2011 року | CD 1: ремастер Боба Лудвіга оригінального альбому 2011 року | CD 1: ремастер Боба Лудвіга оригінального альбому 2011 року |
| #                                                           | Назва                                                       | Тривалість                                                  |
| ----------------------------------------------------------- | ----------------------------------------------------------- | ----------------------------------------------------------- |
| 1.                                                          | «We Will Rock You»                                          | 2:01                                                        |
| 2.                                                          | «We Are the Champions»                                      | 2:59                                                        |
| 3.                                                          | «Sheer Heart Attack»                                        | 3:26                                                        |
| 4.                                                          | «All Dead, All Dead»                                        | 3:10                                                        |
| 5.                                                          | «Spread Your Wings»                                         | 4:34                                                        |
| 6.                                                          | «Fight from the Inside»                                     | 3:03                                                        |
| 7.                                                          | «Get Down, Make Love»                                       | 3:51                                                        |
| 8.                                                          | «Sleeping on the Sidewalk»                                  | 3:06                                                        |
| 9.                                                          | «Who Needs You»                                             | 3:05                                                        |
| 10.                                                         | «It's Late»                                                 | 6:26                                                        |
| 11.                                                         | «My Melancholy Blues»                                       | 3:29                                                        |

| CD 2: «Raw Sessions» | CD 2: «Raw Sessions»                                   | CD 2: «Raw Sessions» |
| #                    | Назва                                                  | Тривалість           |
| -------------------- | ------------------------------------------------------ | -------------------- |
| 1.                   | «We Will Rock You» (альтернативна версія)              | 2:26                 |
| 2.                   | «We Are The Champions» (альтернативна версія)          | 4:33                 |
| 3.                   | «Sheer Heart Attack» (оригінальний необроблений мікс)  | 4:17                 |
| 4.                   | «All Dead, All Dead» (оригінальний необроблений мікс)  | 3:08                 |
| 5.                   | «Spread Your Wings» (альтернативний виконання)         | 4:56                 |
| 6.                   | «Fight From The Inside» (демо-вокальна версія)         | 3:08                 |
| 7.                   | «Get Down, Make Love» (раннє виконання)                | 4:02                 |
| 8.                   | «Sleeping On The Sidewalk» (виступ в США, 1977)        | 3:49                 |
| 9.                   | «Who Needs You» (акустичне виконання)                  | 2:49                 |
| 10.                  | «It's Late» (альтернативна версія)                     | 6:44                 |
| 11.                  | «My Melancholy Blues» (оригінальний необроблений мікс) | 3:36                 |

| CD 3: бонус-треки | CD 3: бонус-треки                                          | CD 3: бонус-треки |
| #                 | Назва                                                      | Тривалість        |
| ----------------- | ---------------------------------------------------------- | ----------------- |
| 1.                | «Feelings Feelings» (Take 10, липень 1977)                 | 1:55              |
| 2.                | «We Will Rock You» (BBC-сесія)                             | 1:36              |
| 3.                | «We Will Rock You (Fast)» (BBC-сесія)                      | 2:52              |
| 4.                | «Spread Your Wings» (BBC-сесія)                            | 5:33              |
| 5.                | «It's Late» (BBC-сесія)                                    | 6:39              |
| 6.                | «My Melancholy Blues» (BBC-сесія)                          | 3:13              |
| 7.                | «We Will Rock You» (мінусівка)                             | 2:03              |
| 8.                | «We Are The Champions» (мінусівка)                         | 2:59              |
| 9.                | «Spread Your Wings» (інструментал)                         | 4:23              |
| 10.               | «Fight From The Inside» (інструментал)                     | 3:02              |
| 11.               | «Get Down, Make Love» (інструментал)                       | 3:49              |
| 12.               | «It's Late» (радіо-видання 1978, США)                      | 3:52              |
| 13.               | «Sheer Heart Attack» (виступ в Парижі, 1979)               | 3:35              |
| 14.               | «We Will Rock You (Fast)» (виступ в Токіо, 1982)           | 2:59              |
| 15.               | «My Melancholy Blues» (виступ в Х'юстоні, 1977)            | 3:48              |
| 16.               | «Get Down, Make Love» (виступ в Монреалі, 1981)            | 4:35              |
| 17.               | «Spread Your Wings» (виступ в Європі, 1979)                | 5:20              |
| 18.               | «We Will Rock You» (виступ в Milton Keynes Bowl, 1982)     | 2:08              |
| 19.               | «We Are The Champions» (виступ в Milton Keynes Bowl, 1982) | 3:32              |

| DVD: Queen: Американська мрія (одна година документарію) | DVD: Queen: Американська мрія (одна година документарію) | DVD: Queen: Американська мрія (одна година документарію) |
| #                                                        | Назва                                                    | Тривалість                                               |
| -------------------------------------------------------- | -------------------------------------------------------- | -------------------------------------------------------- |
| 1.                                                       | «Back Into The Studio»                                   |                                                          |
| 2.                                                       | «We Will Rock You / We Are the Champions»                |                                                          |
| 3.                                                       | «Taking Control»                                         |                                                          |
| 4.                                                       | «Sheer Heart Attack»                                     |                                                          |
| 5.                                                       | «The American Tour»                                      |                                                          |
| 6.                                                       | «It's Late»                                              |                                                          |
| 7.                                                       | «Spread Your Wings»                                      |                                                          |
| 8.                                                       | «My Melancholy Blues»                                    |                                                          |
| 9.                                                       | «Get Down, Make Love»                                    |                                                          |
| 10.                                                      | «We Are The Champions»                                   |                                                          |

## Кліпи до альбому
1. «We Will Rock You» — це відео знімалося одночасно зі «Spread Your Wings» в засніженому саду Роджера Тейлора. Браян Мей використовував копію своєї гітари «Red Special» через холодну погоду.
2. «We Are the Champions» — відео поставив режисер Дерек Барбрідж в «New London Theatre Centre». У масовці були залучені члени фан-клубу Queen, для яких гурт в подяку влаштував невеликий концерт після зйомок.
3. «Spread Your Wings» — відео зняте в саду Роджера разом зі «We Will Rock You». Про низьку температуру погоди можна судити по тому як витирає ніс Джон Дікон і тому, як незвично тепло одягнені музиканти. Попри холод, на вулицю викотили справжній рояль, якому заборонена така погода.

## Учасники запису
Інформація наведена на основі анатоцій на обкладинці альбому. Нумерація треків подається згідно CD та цифрових релізів альбому.
- Фредді Мерк'юрі — головний вокал (1-3, 5, 7, 9-11), бек-вокал (1-4, 7, 9-11), піаніно (2, 4, 5, 7, 11), тронка (9)
- Браян Мей — електрогітара (всі, крім 11), бек-вокал (1, 2, 10), головний вокал (4, 8), акустична гітара (9), маракаси (9)
- Роджер Тейлор — ударні (всі, крім 1), бек-вокал (1-3, 6, 10), ритм-гітара (3), додаткові гітари (6), бас-гітара (3, 6), головний вокал (6)
- Джон Дікон — бас-гітара (2, 4, 5, 7-11), акустична гітара (5, 9)

## Чарти
| Чарт (1977—1978)                                       | Позиція |
| ------------------------------------------------------ | ------- |
| Австралія Australian Albums (Kent Music Report)        | 8       |
| Австрія Austrian Albums (Ö3 Austria)                   | 9       |
| Канада Canada Top Albums/CDs (RPM)                     | 2       |
| Нідерланди Dutch Albums (MegaCharts)                   | 1       |
| Фінляндія Finnish Albums (The Official Finnish Charts) | 9       |
| Франція French Albums (SNEP)                           | 1       |
| Німеччина German Albums (Offizielle Top 100)           | 7       |
| Японія Japanese Albums (Oricon)                        | 3       |
| Нова Зеландія New Zealand Albums (Recorded Music NZ)   | 15      |
| Норвегія Norwegian Albums (VG-lista)                   | 4       |
| Швеція Swedish Albums (Sverigetopplistan)              | 9       |
| Велика Британія UK Albums (OCC)                        | 4       |
| США Billboard 200                                      | 3       |

| Чарт (2018)                        | Позиція |
| ---------------------------------- | ------- |
| Португалія Portuguese Albums (AFP) | 22      |

| Чарт (2019)                                | Позиція |
| ------------------------------------------ | ------- |
| Бельгія Belgian Albums (Ultratop Wallonia) | 98      |
| Італія Italian Albums (FIMI)               | 95      |

| Чарт (1978)                                  | Позиція |
| -------------------------------------------- | ------- |
| Німеччина German Albums (Offizielle Top 100) | 13      |

## Сертифікації
| Регіон | Сертифікація  | Продажі    |
| --- | ------------- | ---------- |
| Бельгія (BEA) | Золотий       | 25 000*    |
| Канада (Music Canada) | 3× Платиновий | 300 000^   |
| Франція (SNEP) | Золотий       | 100 000*   |
| Німеччина (BVMI) | Платиновий    | 500 000^   |
| Італія (FIMI) sales since 2009 | Золотий       | 25 000     |
| Нідерланди (NVPI) | Платиновий    | 100 000^   |
| Польща (ZPAV) 2008 Agora SA album reissue | Платиновий    | 20 000*    |
| Південна Африка (RISA) | Золотий       | 25 000*    |
| Швейцарія (IFPI Switzerland) | Платиновий    | 50 000^    |
| Велика Британія (BPI) | Золотий       | 100 000^   |
| США (RIAA) | 4× Платиновий | 4 000 000^ |
| *продажі, що базуються лише на сертифікаціях · ^відвантаження, що базуються лише на сертифікаціях · продажі+прослуховування, що базуються лише на сертифікаціях |               |            |